# Nordamerikanische und karibische Handballmeisterschaft der Männer 2022
Die 3. nordamerikanische und karibische Handballmeisterschaft der Männer wurde vom 26. Juni bis 1. Juli 2022 in Mexiko gespielt. Der Veranstalter dieser Austragung der nordamerikanischen und karibischen Handballmeisterschaft der Männer war die Handballkonföderation Nordamerikas und der Karibik (NACHC). Sieger des mit vier Mannschaften ausgetragenen Turniers wurde das Team der Vereinigten Staaten.

## Austragungsort
Ursprünglich war vorgesehen, das Turnier in Kanada auszutragen. Im April 2022 wurde dann Mexiko-Stadt zum Austragungsort bestimmt. Mexiko war damit zum dritten Mal Gastgeber des Turniers.

## Teilnehmer
Die für 2020 geplante Austragung war wegen der COVID-19-Pandemie ausgefallen. Bei der Meisterschaft 2018 hatte Kuba gewonnen, das somit als Titelverteidiger galt. An der Meisterschaft 2022 sollten die Teams der Dominikanischen Republik, Grönlands, Kanadas, Kubas, Mexikos, Puerto Ricos und der Vereinigten Staaten teilnehmen. Angemeldet hatten sich schlussendlich nur Grönland, Kuba, Mexiko und die Vereinigten Staaten.
Die Siegermannschaft ist als Vertreter Nordamerikas und der Karibik für die Weltmeisterschaft 2023 qualifiziert.

## Vorrunde
| Pl.                                 | Land               | Sp. | S | U | N | Tore    | Diff. | Punkte | Qualifiziert für das |
| ----------------------------------- | ------------------ | --- | - | - | - | ------- | ----- | ------ | -------------------- |
| 1.                                  | Vereinigte Staaten | 3   | 3 | 0 | 0 | 098:760 | +22   | 6      | Finale               |
| 2.                                  | Grönland           | 3   | 1 | 1 | 1 | 087:890 | −2    | 3      | Finale               |
| 3.                                  | Mexiko             | 3   | 1 | 0 | 2 | 079:870 | −8    | 2      | Spiel um Platz 3     |
| 4.                                  | Kuba               | 3   | 0 | 1 | 2 | 080:920 | −12   | 1      | Spiel um Platz 3     |
| Quelle: NACHC, Stand: 28. Juni 2022 |                    |     |   |   |   |         |       |        |                      |

| 26. Juni 2022 16:00 Uhr | Grönland                  | 28:36        | Vereinigte Staaten       | Mexican Olympic Sports Center, Mexiko-Stadt Schiedsrichter: Belmonte, Coba |
| 26. Juni 2022 16:00 Uhr | meiste Tore: Kreutzmann 8 | (14:19)      | meiste Tore: Hoddersen 9 | Mexican Olympic Sports Center, Mexiko-Stadt Schiedsrichter: Belmonte, Coba |
| 26. Juni 2022 16:00 Uhr | Strafen: 1× 3× 1×         | Spielbericht | Strafen: 2× 7×           | Mexican Olympic Sports Center, Mexiko-Stadt Schiedsrichter: Belmonte, Coba |

| 26. Juni 2022 18:00 Uhr | Kuba                  | 25:33        | Mexiko                  | Mexican Olympic Sports Center, Mexiko-Stadt Schiedsrichter: Mikaelsen, Petersen |
| 26. Juni 2022 18:00 Uhr | meiste Tore: Garcia 6 | (16:13)      | meiste Tore: Sandoval 7 | Mexican Olympic Sports Center, Mexiko-Stadt Schiedsrichter: Mikaelsen, Petersen |
| 26. Juni 2022 18:00 Uhr | Strafen: 1× 4×        | Spielbericht | Strafen: 2×             | Mexican Olympic Sports Center, Mexiko-Stadt Schiedsrichter: Mikaelsen, Petersen |

| 27. Juni 2022 16:00 Uhr | Grönland              | 27:27        | Kuba                     | Mexican Olympic Sports Center, Mexiko-Stadt Schiedsrichter: Augusto, Poulet |
| 27. Juni 2022 16:00 Uhr | meiste Tore: Høegh 11 | (12:14)      | meiste Tore: Rodriguez 9 | Mexican Olympic Sports Center, Mexiko-Stadt Schiedsrichter: Augusto, Poulet |
| 27. Juni 2022 16:00 Uhr | Strafen: 2× 4×        | Spielbericht | Strafen: 1× 5× 1×        | Mexican Olympic Sports Center, Mexiko-Stadt Schiedsrichter: Augusto, Poulet |

| 27. Juni 2022 18:00 Uhr | Mexiko                  | 20:30        | Vereinigte Staaten                | Mexican Olympic Sports Center, Mexiko-Stadt Schiedsrichter: Reyes, Zuñiga |
| 27. Juni 2022 18:00 Uhr | meiste Tore: Sandoval 8 | (11:17)      | meiste Tore: Fofana & Hoddersen 6 | Mexican Olympic Sports Center, Mexiko-Stadt Schiedsrichter: Reyes, Zuñiga |
| 27. Juni 2022 18:00 Uhr | Strafen: 5× 1×          | Spielbericht | Strafen: 6×                       | Mexican Olympic Sports Center, Mexiko-Stadt Schiedsrichter: Reyes, Zuñiga |

| 28. Juni 2022 16:00 Uhr | Vereinigte Staaten  | 32:28        | Kuba                  | Mexican Olympic Sports Center, Mexiko-Stadt Schiedsrichter: Blanco, Santillanes |
| 28. Juni 2022 16:00 Uhr | meiste Tore: Chan 8 | (18:16)      | meiste Tore: Garcia 7 | Mexican Olympic Sports Center, Mexiko-Stadt Schiedsrichter: Blanco, Santillanes |
| 28. Juni 2022 16:00 Uhr | Strafen: 1× 5×      | Spielbericht | Strafen: 5×           | Mexican Olympic Sports Center, Mexiko-Stadt Schiedsrichter: Blanco, Santillanes |

| 28. Juni 2022 18:00 Uhr | Mexiko                 | 26:32        | Grönland               | Mexican Olympic Sports Center, Mexiko-Stadt Schiedsrichter: Reyes, Zuñiga |
| 28. Juni 2022 18:00 Uhr | meiste Tore: Morales 7 | (15:16)      | meiste Tore: Lennert 8 | Mexican Olympic Sports Center, Mexiko-Stadt Schiedsrichter: Reyes, Zuñiga |
| 28. Juni 2022 18:00 Uhr | Strafen: 1× 2×         | Spielbericht | Strafen: 1× 4×         | Mexican Olympic Sports Center, Mexiko-Stadt Schiedsrichter: Reyes, Zuñiga |

## Spiel um Platz 3
| 30. Juni 2022 16:00 Uhr | Mexiko  | 30:35 | Kuba | Mexican Olympic Sports Center, Mexiko-Stadt |
| 30. Juni 2022 16:00 Uhr | (13:13) |       |      | Mexican Olympic Sports Center, Mexiko-Stadt |
| 30. Juni 2022 16:00 Uhr |         |       |      | Mexican Olympic Sports Center, Mexiko-Stadt |

## Finale
| 30. Juni 2022 18:00 Uhr | Vereinigte Staaten | 33:26 | Grönland | Mexican Olympic Sports Center, Mexiko-Stadt |
| 30. Juni 2022 18:00 Uhr | (16:15)            |       |          | Mexican Olympic Sports Center, Mexiko-Stadt |
| 30. Juni 2022 18:00 Uhr |                    |       |          | Mexican Olympic Sports Center, Mexiko-Stadt |

## Platzierung
1. Vereinigte Staaten
2. Grönland
3. Kuba
4. Mexiko

Damit waren die Vereinigten Staaten für die Teilnahme an der Weltmeisterschaft 2023 qualifiziert.